# Universal Transport Michels

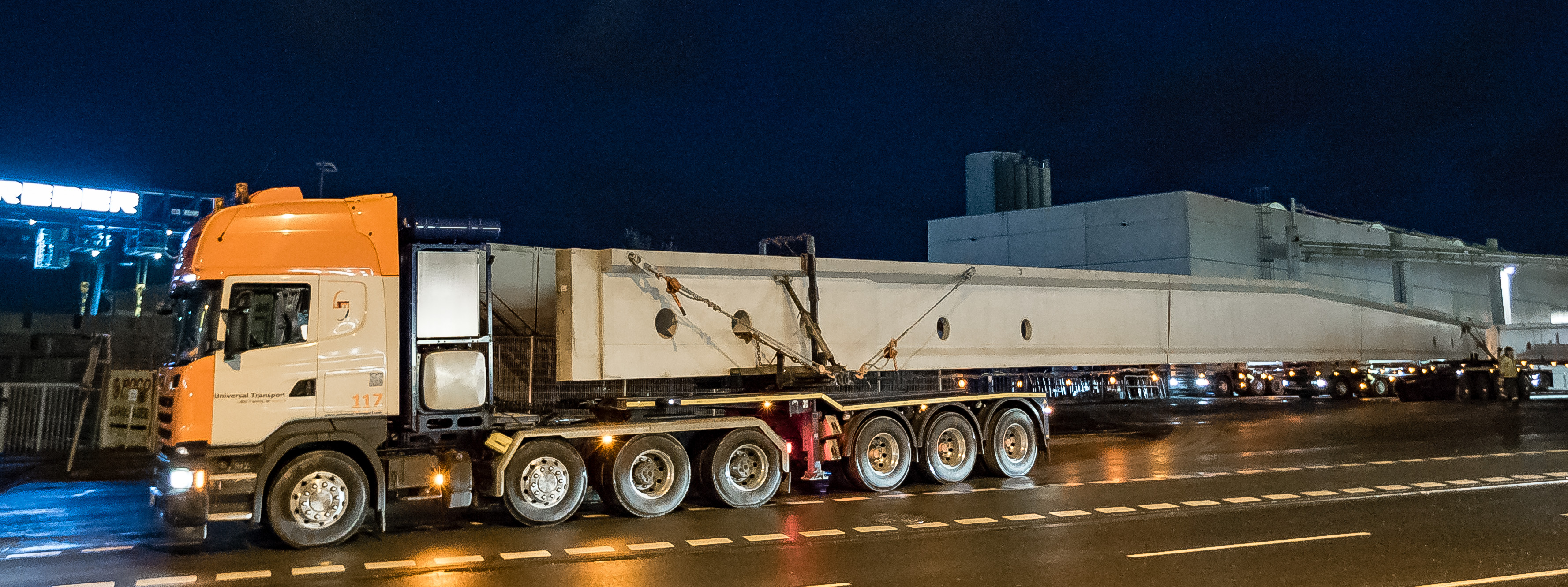

Die Universal Transport Group GmbH (vormals Universal Transport Michels GmbH & Co. KG) ist ein deutsches Transportunternehmen mit dem Hauptsitz in Paderborn. Seit Ende 2022 befindet es sich vollständig im Besitz der italienischen Gruber Logistics S.p.A.
Die Unternehmensgruppe ist spezialisiert auf die Branchen Bauwirtschaft, Erneuerbare Energien, Schienenfahrzeuge, Industrie, Großfahrzeuge und Aero.

## Geschichte
1953 wurde das Unternehmen durch die Brüder Heinrich und Hans-Joachim Michels gegründet. Hauptzweck war der Transport von Kies, Beton, Öl und Kohle. 1960 wurde der erste überregionale Silotransport mit eigenem Fuhrpark abgewickelt. Als 1970 der Sohn Andre Michels mit in die Geschäftsführung einstieg, kamen als neuer Schwerpunkt Groß- und Schwertransporte hinzu.
Seit März 2016 gehört die Züst & Bachmeier Project GmbH zur Universal Transport Gruppe. Seit Ende 2013 ist die Gruppe im weltweiten Projektgeschäft tätig.
Im Juni 2018 wurde rückwirkend zum 1. Januar 2018 das tschechische Schwertransportunternehmen Nosreti a.s. übernommen. Dadurch wächst die Universal Transport Gruppe um knapp 50 Mitarbeiter und 30 ziehende Einheiten.

## Standorte

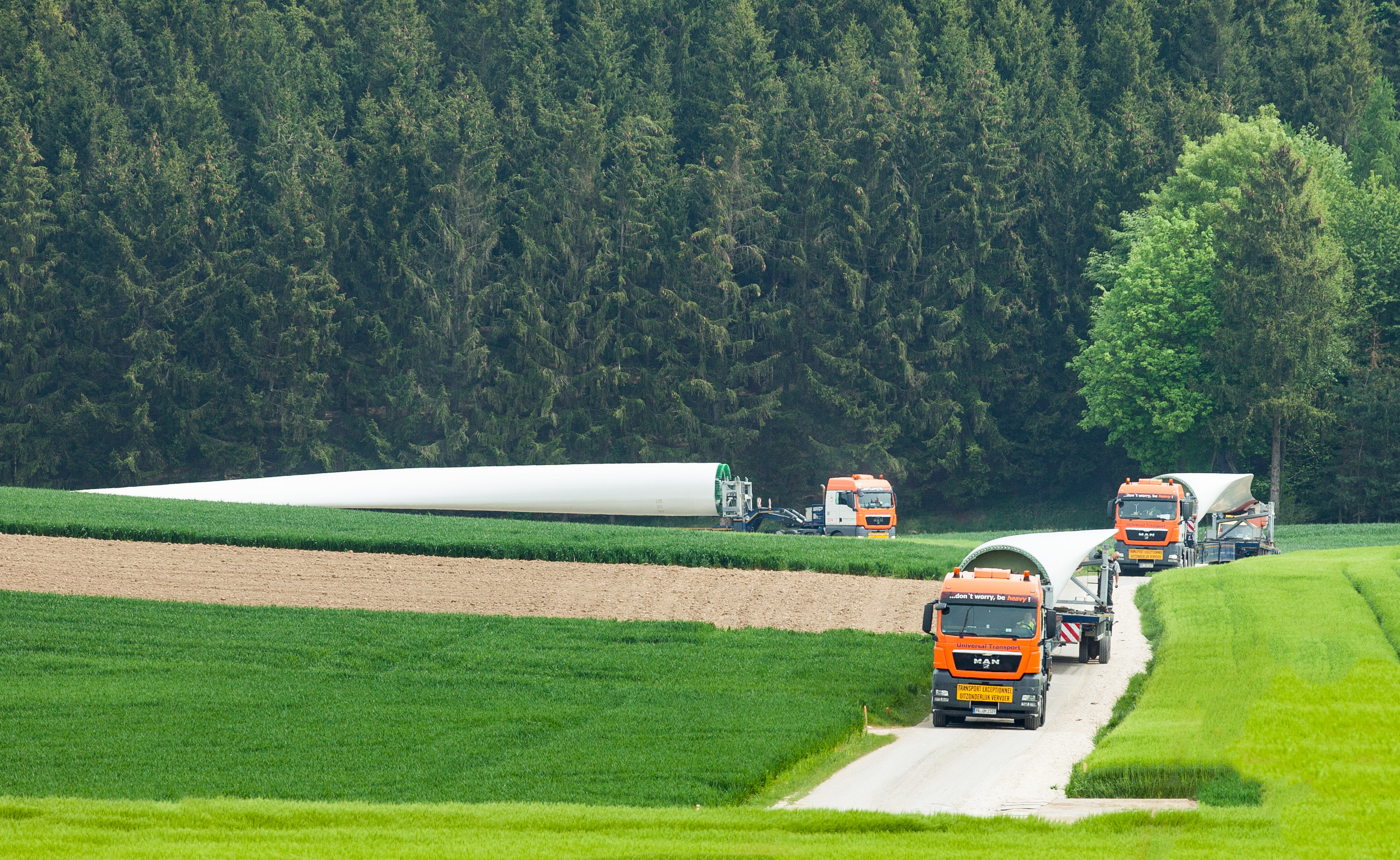

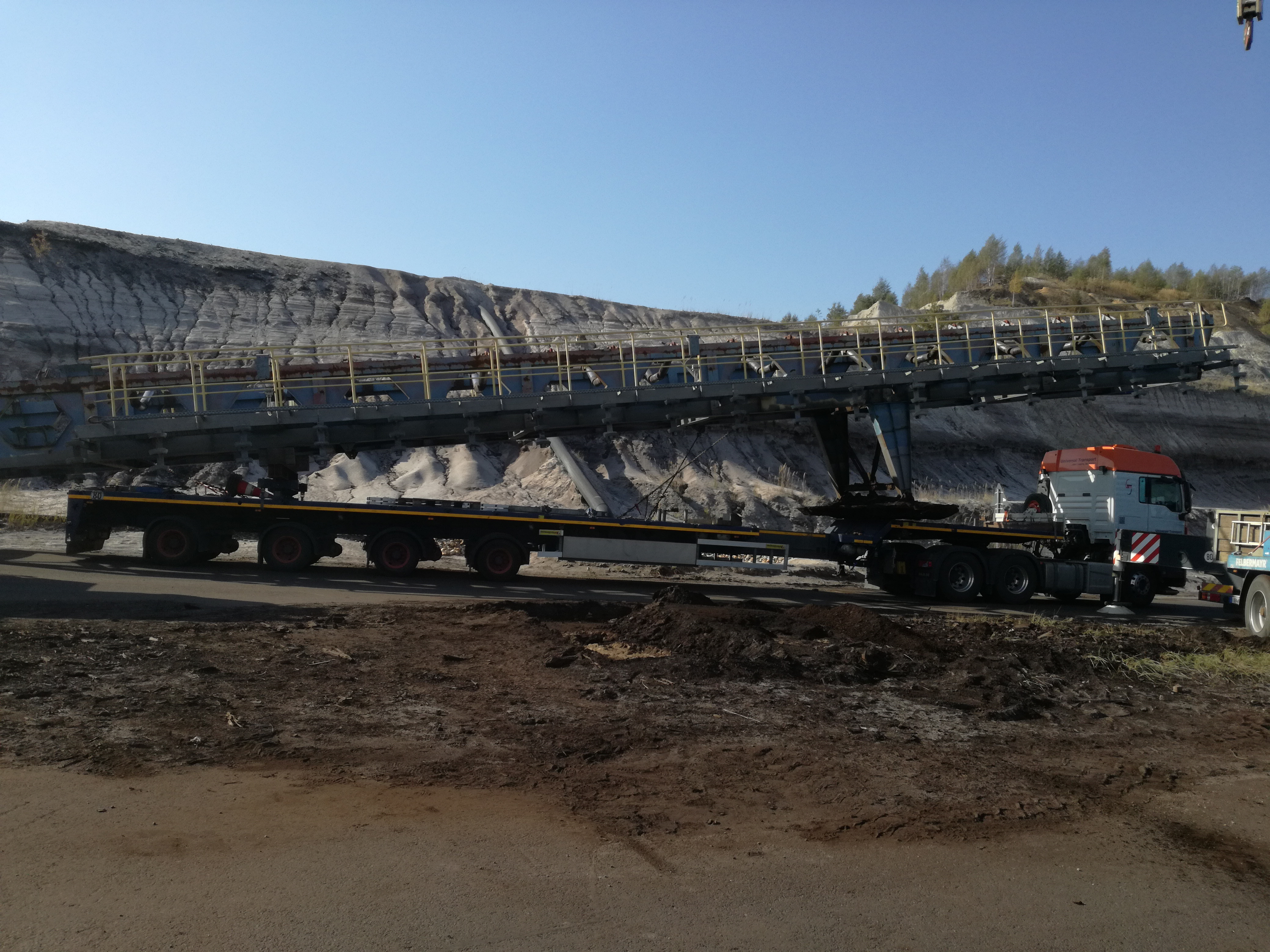

Die Firmengruppe besteht aus der Hauptverwaltung in Paderborn sowie über 20 Standorten in 9 Ländern.
Stand Sommer 2022:
- 12 Standorte in Deutschland
- 2 Standorte in Tschechien
- 2 Standorte in Russland
- 1 Standort in Polen
- 1 Standort in Rumänien
- 1 Standort in der Ukraine
- 1 Standort in Türkei
- 1 Standort in Ägypten
- 1 Standort in Malaysia

## Trivia
Universal Transport ist in der Modellbau-Szene ein bekanntes Unternehmen. Grund hierfür ist die große Auswahl an verschiedenen LKW-Modellen im Maßstab 1:87. Außerdem werden einmal jährlich neue Modelle zusammen mit den Herstellern entworfen und veröffentlicht.